# Pádraic Delaney
Pádraic Delaney (geboren am 6. November 1977 in Adamstown, County Wexford) ist ein irischer Theater- und Filmschauspieler.

## Leben
Delaney wurde 1977 in einem kleinen Dorf im Südosten Irlands geboren; er hat drei ältere Brüder und zwei jüngere Schwestern. Nach dem Schulbesuch in seinem Heimatort begann er ein Studium zum Bauingenieur, das er nach vier Monaten abbrach. Stattdessen absolvierte er ein Studium am Beckett Centre des Trinity College in Dublin und schloss es 2001 mit einem Bachelor in Drama & Theatre Studies ab.
Delaney startete seine Karriere am Theater mit Rollen u. a. in Hamlet und Ein Sommernachtstraum. 2003 war er erstmals in einem Kurzfilm und ab 2005 mehrfach in Fernsehfilmrollen zu sehen, mit der Hauptrolle in einer RTÉ-Serie (2006). Seinen Durchbruch als Filmschauspieler hatte er 2006 als Teddy O’Donovan in The Wind That Shakes the Barley von Ken Loach. Der Film gewann 2006 die Goldene Palme bei den Internationalen Filmfestspielen von Cannes und Delaney wurde 2007 für zwei Irish Film and Television Awards nominiert. Danach folgten zwei weitere Rollen in Spielfilmen und 2007/2008 eine Rolle in der TV-Serie Die Tudors. Daneben ist Delaney aber auch noch auf dem Theater zu sehen, so Ende 2007 am Tricycle Theatre in London als katholischer Priester in einem Stück von John Patrick Shanley.

## Auszeichnungen
- 2007: Shooting Star der European Film Promotion auf der Berlinale

## Filmografie (Auswahl)
- 2003: An Cuainín (Kurzfilm)
- 2005: Pure Mule (TV-Serie)
- 2005: The Clinic (TV-Serie)
- 2006: The Wind That Shakes the Barley
- 2006: Legend (TV-Serie)
- 2006: A Lonely Sky
- 2007–2008: Die Tudors (The Tudors)
- 2008: Eden
- 2009: Single Handed (TV-Serie)
- 2009: Kopfgeld – Perrier’s Bounty
- 2011: Blackthorn
- 2017: Martin Luther: The Idea that Changed the World[1]
- 2017–2019: Knightfall (TV-Serie)
- 2023: Freud – Jenseits des Glaubens (Freud’s Last Session)